# 大施蒂爾貝格山
48°03′41″N 13°16′11″E / 48.061350°N 13.269592°E
大施蒂爾貝格山（德語：Großer Stierberg），是奧地利的山峰，位於該國北部，由上奧地利州負責管轄，屬於豪斯魯克山的一部分，海拔高度675米，每年平均降雨量1,530毫米，山體在1,000萬年前形成。